# 푸루굽타
푸루굽타(굽타 문자 :, 산스크리트어: पुरुगुप्त)는 인도 북부 굽타 왕조의 황제였다. 푸루굽타는 굽타 황제 쿠라마굽타 1세와 그의 황후 아난타데비의 아들로 자신의 이복형제 스칸다굽타의 뒤를 이어 황제가 되었다. 현재까지 푸루굽타에 대한 비문은 발견되지 않고 있다. 그는 그의 손자 쿠마라굽타 3세의 비타리 은동 인장과 그의 아들 나라심하굽타와 부다굽타, 그리고 손자 쿠마라굽타 3세의 날란다 점토 인장을 통해 알려져 있다. 사르나트 불상 비문으로 보아 쿠마라굽타 2세가 그의 뒤를 이은 것으로 결론지어진다. 호넬과 라이차우다리에 따르면 프라카샤디티야는 푸루굽타의 또 다른 칭호였지만, 지금은 판카즈 탄돈에 의해 프라카샤디티야가 후나족의 왕 토라마나였다는 것으로 반증되었다.

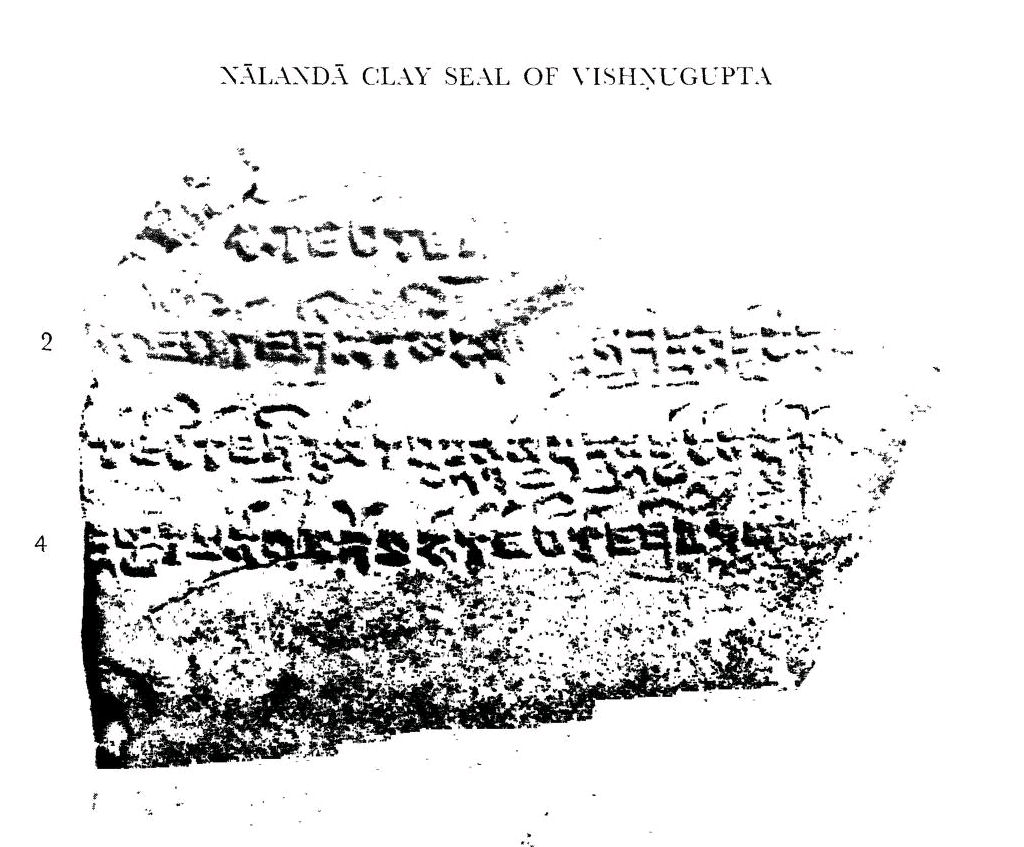
비슈누굽타의 날란다 점토 인장. 인장에는 비슈누굽타가 쿠마라굽타 3세의 아들이자 푸루굽타의 손자라고 명시되어 있다.

비슈누굽타의 날란다 인장에 따르면 비슈누굽타는 쿠마라굽타 3세의 아들이자 푸루굽타의 손자였다.